# Unalaska
Unalaska ist eine Stadt auf der Aleuten-Insel Unalaska Island im US-Bundesstaat Alaska. Das U.S. Census Bureau hat bei der Volkszählung 2020 eine Einwohnerzahl von 4.254 ermittelt.
Der Hafenbereich befindet sich auf der benachbarten Insel Amaknak und wird Dutch Harbor genannt. Dutch Harbor liegt innerhalb des Stadtgebiets von Unalaska und ist mit der Stadt über die knapp 200 Meter lange South Channel Bridge verbunden.
Der russische Pelzhandel erreichte Unalaska, als Stepan Glotow mit seiner Besatzung am 1. August 1759 landete.
Die Stadt Unalaska wurde nach der gleichnamigen Insel benannt. Dutch Harbor (dt. niederländischer Hafen) wurde von den Russen so benannt, weil sie glaubten, dass ein niederländisches Schiff das erste europäische Schiff gewesen sei, das den Hafen erreicht habe.
Zwei Kilometer nordöstlich der Stadt befindet sich der Flughafen Unalaska.

## Geschichte
1768 wurde Unalaska ein russischer Handelshafen für die Fellverpackungsindustrie.
1825 wurde unter dem Priester Innokenti Weniaminow die russisch-orthodoxe Auferstehungskirche errichtet. Mit Hilfe Ortsansässiger schuf der spätere erste orthodoxe Bischof der Neuen Welt das erste alëutische Schriftsystem und übersetzte Stellen aus der Bibel in das Alëutische. Zu dieser Zeit (1830–1840) lebten nur noch 200–400 Aleuten in Unalaska.
1880, nach dem Kauf Alaskas durch die USA, eröffnete die Methodistische Kirche eine Schule, ein Krankenhaus und ein Waisenhaus in Unalaska.
Anfang Juni 1942 wurden die Anlagen des US-Militärs in der Stadt und im Hafen von japanischen Flugzeugen angegriffen. 
Die jetzige Bevölkerung Unalaskas besteht überwiegend nicht aus Aleuten. 
Die Wirtschaft der Region ist von Fischfang und -verarbeitung geprägt. Der Hafen Dutch Harbor war im Jahr 2018 gemessen am Gewicht (350.000 t) der hier gelöschten Fische und Meeresfrüchte der wichtigste Fischereihafen in den Vereinigten Staaten. Beim Warenwert liegt er auf Platz 3.

## Trivia
In dem Hörbuch Abserviert. Mein Leben als Humankapital berichtet der Autor Iain Levison, wie er in Dutch Harbor bei Unalaska in der Fischerei gejobbt hat.
Eine breitere Bekanntheit erhielt Dutch Harbor durch die auf DMAX und Discovery Channel ausgestrahlten US-Dokumentationsserie Fang des Lebens – Der gefährlichste Job Alaskas.